# Еренберг (Аризона)
Еренберг (англ. Ehrenberg) — переписна місцевість (CDP) в США, в окрузі Ла-Пас штату Аризона. Населення — 763 особи (2020).

## Географія
Еренберг розташований за координатами 33°36′51″ пн. ш. 114°28′59″ зх. д. / 33.61417° пн. ш. 114.48306° зх. д. (33.614207, -114.483003). За даними Бюро перепису населення США в 2010 році переписна місцевість мала площу 31,43 км², з яких 30,87 км² — суходіл та 0,56 км² — водойми.

### Клімат
Громада знаходиться у зоні, котра характеризується кліматом тропічних пустель. Найтепліший місяць — липень із середньою температурою 34.9 °C (94.9 °F). Найхолодніший місяць — грудень, із середньою температурою 12.3 °С (54.1 °F).
| Клімат Еренберга        | Клімат Еренберга | Клімат Еренберга | Клімат Еренберга | Клімат Еренберга | Клімат Еренберга | Клімат Еренберга | Клімат Еренберга | Клімат Еренберга | Клімат Еренберга | Клімат Еренберга | Клімат Еренберга | Клімат Еренберга | Клімат Еренберга |
| Показник                | Січ.             | Лют.             | Бер.             | Квіт.            | Трав.            | Черв.            | Лип.             | Серп.            | Вер.             | Жовт.            | Лист.            | Груд.            | Рік              |
| Середній максимум, °C   | 19,9             | 22,3             | 25,8             | 30,1             | 34,9             | 39,9             | 42,1             | 41,4             | 38,3             | 31,9             | 24,6             | 19               | 30,9             |
| Середня температура, °C | 13,2             | 15,2             | 18,4             | 22,3             | 27,1             | 31,9             | 34,9             | 34,5             | 31,1             | 24,4             | 17,4             | 12,3             | 23,6             |
| Середній мінімум, °C    | 6,4              | 8,2              | 10,9             | 14,4             | 19,3             | 23,9             | 27,8             | 27,6             | 23,8             | 16,9             | 10,1             | 5,5              | 16,3             |
| Норма опадів, мм        | 12.7             | 15.2             | 10.2             | 2.5              | 2.5              | 0                | 7.6              | 17.8             | 17.8             | 7.6              | 7.6              | 12.7             | 111.8            |
| Днів з опадами          | 2,5              | 2,3              | 2,2              | 0,6              | 0,4              | 0,1              | 1,1              | 1,9              | 1,8              | 1,1              | 1,1              | 1,9              | 17               |
| ----------------------- | ---------------- | ---------------- | ---------------- | ---------------- | ---------------- | ---------------- | ---------------- | ---------------- | ---------------- | ---------------- | ---------------- | ---------------- | ---------------- |
| Джерело: Weatherbase    |                  |                  |                  |                  |                  |                  |                  |                  |                  |                  |                  |                  |                  |

## Демографія
Згідно з переписом 2010 року, у переписній місцевості мешкало 1470 осіб у 645 домогосподарствах у складі 345 родин. Густота населення становила 47 осіб/км². Було 948 помешкань (30/км²).
Расовий склад населення:
| - 76,1 % — білих - 1,3 % — корінних американців - 1,2 % — чорних або афроамериканців - 0,9 % — азіатів - 16,9 % — осіб інших рас |

До двох чи більше рас належало 3,7 %. Частка іспаномовних становила 32,4 % від усіх жителів.
За віковим діапазоном населення розподілялося таким чином: 22,1 % — особи молодші 18 років, 61,6 % — особи у віці 18—64 років, 16,3 % — особи у віці 65 років та старші. Медіана віку мешканця становила 43,3 року. На 100 осіб жіночої статі у переписній місцевості припадало 121,1 чоловіків; на 100 жінок у віці від 18 років та старших — 118,1 чоловіків також старших 18 років.
Середній дохід на одне домашнє господарство становив 47 068 доларів США (медіана — 37 125), а середній дохід на одну сім'ю — 61 765 доларів (медіана — 52 500). За межею бідності перебувало 12,4 % осіб, у тому числі 19,0 % дітей у віці до 18 років та 10,2 % осіб у віці 65 років та старших.
Цивільне працевлаштоване населення становило 416 осіб. Основні галузі зайнятості: сільське господарство, лісництво, риболовля — 21,2 %, роздрібна торгівля — 20,9 %, публічна адміністрація — 14,2 %, освіта, охорона здоров'я та соціальна допомога — 12,3 %.